# 요코치촌
요코치촌(横地村)은 시즈오카현의 서부, 기토군・오가사군에 속했던 촌이다. 현재의 기쿠가와시 중부, 도메이 고속도로 기쿠가와 나들목의 남방, 기쿠가와강의 중류 좌안 지역에 해당한다.

## 역사
- 1889년 4월 1일 - 정촌제 시행에 의해 기토군 요코치촌이 성립하였다.
- 1896년 4월 1일 - 군 개편에 의해 오가사군으로 변경되었다.
- 1954년 1월 1일 - 호리노우치정, 우치다촌, 가모촌, 로쿠고촌과 합병해 기쿠가와정이 성립하여, 동일 요코치촌은 폐지되었다.

## 교통

### 철도
- 호리노우치 궤도 (1899년 - 1935년)
  - 호리노우치 궤도선

## 참고문헌
- 가도카와 일본 지명 대사전 22 静岡県